# Pouso Alegre
Pour les articles homonymes, voir Pouso et Alegre (homonymie).
Pouso Alegre est une ville brésilienne de l'État du Minas Gerais. Sa population était estimée à 152 549 habitants en 2020. La municipalité s'étend sur 544 km2.

## Géographie
Selon le découpage régional en vigueur depuis 2017, institué par l'Institut brésilien de géographie et de statistique (IBGE), la municipalité appartient à la région géographique intermédiaire et immédiate de Pouso Alegre. Jusqu'alors, avec les découpages en microrégions et mésorégions en vigueur, elle faisait partie de la microrégion de Pouso Alegre, elle-même incluse dans la mésorégion du Sud et du Sud-Ouest du Minas Gerais.
Pouso Alegre est située sur l'autoroute Fernão Dias, à 373 km de Belo Horizonte. L'altitude maximale de la commune est de 1 347 mètres (dans la serra de Santo Antônio) et l'altitude minimale de 810 mètres (à l'embouchure du rio Cervo) L'espace boisé est abondant dans certains quartiers et la qualité de l'air est bonne. Pouso Alegre dispose d'un parc écologique municipal, avec des sentiers et des lieux pour pratiquer l'accrobranche et les sports extrêmes.
|  |  |

## Histoire
Les bandeirantes ont exploré tout le pays brésilien à la recherche d'or et d'autres ressources minérales. Ils ont été les premiers explorateurs européens à arriver dans l'ancienne région de Pouso Alegre, en 1596.
Après avoir découvert de l'or dans les mines de Santana, ils ont fondé un nouveau village appelé Matosinho do Mandu, le premier nom de Pouso Alegre. De nouveaux chemins ont été construits pour relier Pouso Alegre à d'autres villes. Ces chemins la reliaient à São Paulo et Vila Rica.
En 1797, le gouverneur Dom Bernardo José de Lorena, baron de Sarzedas, passant par le petit village, fut tellement enchanté par sa nature, par « les horizons vastes et purs », qu'il déclara : « Ce village ne devrait pas s'appeler Mandu, mais Pouso Alegre ». En portugais, Pouso Alegre signifie « lieu d'étape joyeux »,.
En 1810, le village a été élevé au rang de paroisse, et en 1831, transformé en bourg (vila). Un an après son émancipation, un pelourinho a été érigé sur la place principale, symbolisant cet essor. 
En 1848, elle a été transformée en ville, avec la construction d'une nouvelle église paroissiale. Cependant, trop isolée, son développement a pris du temps. Les activités économiques se sont d'abord limitées à l'agriculture de subsistance, notamment celle du thé. La ville comptait également quelques fabriques d'eau-de-vie, une de bougies et une autre de chapeaux. Ce n'est qu'en 1895, avec l'arrivée de la voie ferrée Rede Sul-Mineira à Pouso Alegre, que la ville a commencé à se développer.

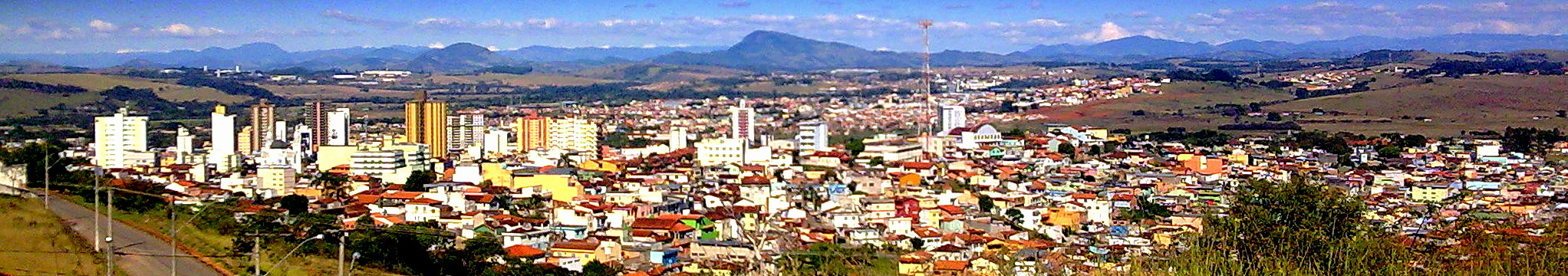
Vue panoramique de la ville.

## Mairie
| Période | Période  | Identité                    | Étiquette    | Qualité |
| ------- | -------- | --------------------------- | ------------ | ------- |
| 2022    | En cours | José Dumas da Silva Fonseca | Républicains |         |